# Ресурси і запаси нафти

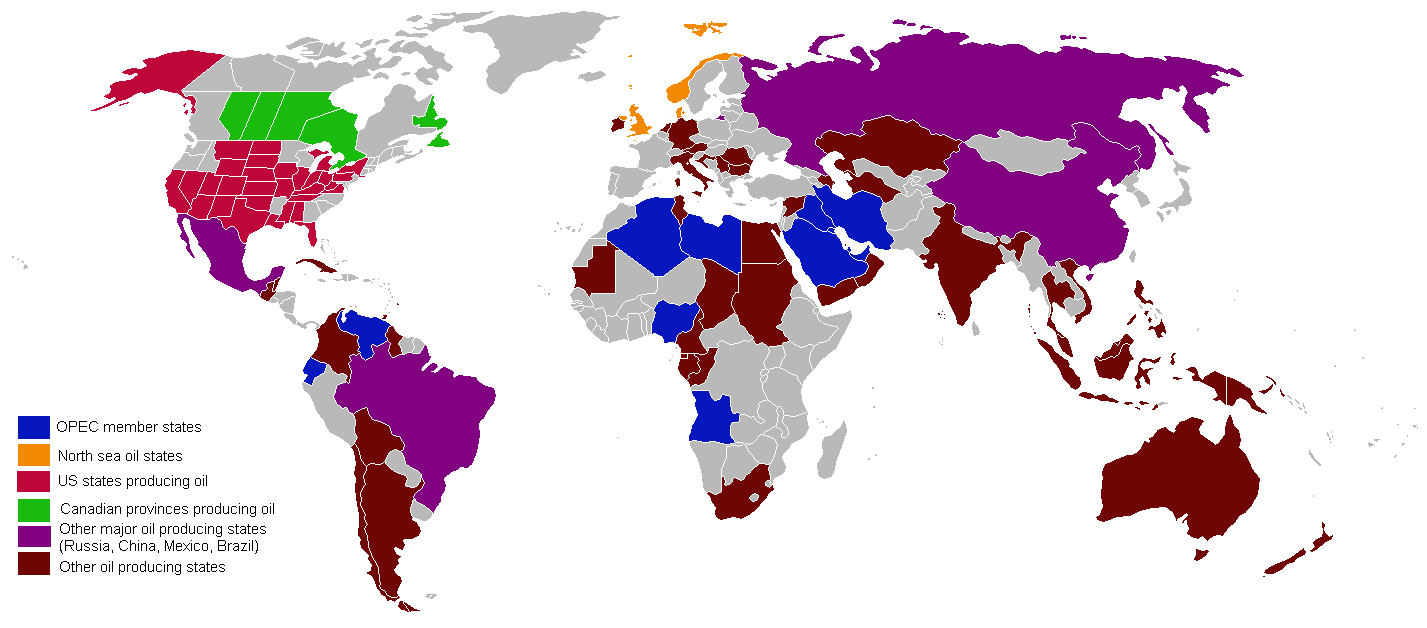
Країни-виробники нафти

Ресурси і запаси нафти (рос. ресурсы и запасы нефти, англ. petroleum resources and reserves, нім. Ressourcen f pl und Vorräte m pl an Erdöl (Naphtha)).

## Загальна характеристика
Запаси від ресурсів відрізняються тим, що існує факт встановлення продуктивності пласта, тобто факт відкриття покладу.

На 1998 р. доведені запаси нафти (включаючи газоконденсат) були відомі в 101 країні світу. У 42 країнах запаси перевищують 100 млн т.
Табл. Доведені запаси нафти і газоконденсату (млн т) та забезпеченість підтвердженими запасами.
| Континенти, країни            | Запаси на 1998 р. | Частка в світі, % | Забезпеченість, роки |
| Європа                        | 3139,3            | 2,3               | 10                   |
| Австрія                       | 11,9              | 0                 | 12                   |
| Албанія                       | 18,1              | 0                 | 53                   |
| Білорусь                      | 71r               | 0,1               | 39                   |
| Болгарія                      | 2                 | 0                 | 51                   |
| Англія                        | 711,1             | 0,5               | 6                    |
| Угорщина                      | 17,5              | 0                 | 13                   |
| Німеччина                     | 53,2              | 0                 | 19                   |
| Греція                        | 1,4               | 0                 | 3                    |
| Данія                         | 133,6             | 0,1               | 12                   |
| Естонія                       | 0r                | 0                 | …                    |
| Іспанія                       | 4,1               | 0                 | 11                   |
| Італія                        | 85,2              | 0,1               | 15                   |
| Литва                         | 5,1r              | 0                 | 34                   |
| Молдова                       | 0,2r              | 0                 | …                    |
| Нідерланди                    | 17,2              | 0                 | 6                    |
| Норвегія                      | 1598              | 1,2               | 10                   |
| Польща                        | 5,5               | 0                 | 22                   |
| Румунія                       | 127,6             | 0,1               | 18                   |
| Словаччина                    | 1,2               | 0                 | 12                   |
| Словенія                      | …                 | 0                 | 0                    |
| Україна                       | 227,4             | 0,2               | 55                   |
| Франція                       | 14,7              | 0                 | 8                    |
| Хорватія                      | 13,6              | 0                 | 9                    |
| Чехія                         | 0,5               | 0                 | 1                    |
| Швеція                        | 0,3r              | 0                 | …                    |
| колишня Югославія             | 19,1              | 0                 | 16                   |
| Азія                          | 95878             | 69,7              | 70                   |
| Азербайджан                   | 930r              | 0,7               | 98                   |
| Афганістан                    | 14r               | 0                 | …                    |
| Бангладеш                     | 0,8               | 0                 | 9                    |
| Бахрейн                       | 30,2              | 0                 | 6                    |
| Бруней                        | 145,2             | 0,1               | 20                   |
| В'єтнам                       | 112,3             | 0,1               | 12                   |
| Грузія                        | 6,6r              | 0                 | 66                   |
| Ізраїль                       | 0,6               | 0                 | 55                   |
| Індія                         | 594,6             | 0,4               | 18                   |
| Індонезія                     | 1245,5            | 0,9               | 18                   |
| Ірак                          | 13652,7           | 9,9               | 238                  |
| Іран                          | 12287,7           | 8,9               | 68                   |
| Ємен                          | 424,7             | 0,3               | 23                   |
| Казахстан                     | 1300r             | 0,9               | 50                   |
| Катар                         | 568,9             | 0,4               | 18                   |
| Киргизстан                    | 15r               | 0                 | 300                  |
| Китай                         | 4661,6            | 3,4               | 29                   |
| Кувейт                        | 12805,5           | 9,3               | 122                  |
| Малайзія                      | 682,3             | 0,5               | 18                   |
| Монголія                      | 1,5r              | 0                 | …                    |
| М'янма                        | 39                | 0                 | 71                   |
| ОАЕ                           | 8810,4            | 6,4               | 78                   |
| Оман                          | 515,1             | 0,4               | 11                   |
| Пакистан                      | 27,4              | 0                 | 11                   |
| Росія                         | 6653,8            | 4,8               | 22                   |
| Саудівська Аравія             | 36137             | 26,3              | 87                   |
| Сирія                         | 321,2             | 0,2               | 11                   |
| Таджикистан                   | 3                 | 0                 | 150                  |
| Таїланд                       | 40,6              | 0                 | 11                   |
| Тайвань                       | 0,6               | 0                 | 14                   |
| Туркменістан                  | 160r              | 0,1               | 27                   |
| Туреччина                     | 43,5              | 0                 | 13                   |
| Узбекистан                    | 250r              | 0,2               | 32                   |
| Філіппіни                     | 42,3              | 0                 | 1058                 |
| Японія                        | 8,3               | 0                 | 11                   |
| Африка                        | 10328,9           | 7,5               | 27                   |
| Алжир                         | 1890,4            | 1,4               | 29                   |
| Ангола                        | 534,3             | 0,4               | 15                   |
| Бенін                         | 1,1               | 0                 | 7                    |
| Габон                         | 366,1             | 0,3               | 20                   |
| Гана                          | 2,3               | 0                 | 8                    |
| Демократична Республіка Конго | 25,6              | 0                 | 18                   |
| Екваторіальна Гвінея          | 1,6               | 0                 | 1                    |
| Ефіопія                       | 0,1               | 0                 | …                    |
| Єгипет                        | 509,5             | 0,4               | 12                   |
| Камерун                       | 82,9              | 0,1               | 13                   |
| Конго                         | 221,2             | 0,2               | 18                   |
| Кот-д'Івуар                   | 16                | 0                 | 21                   |
| Лівія                         | 3684,9            | 2,7               | 52                   |
| Марокко                       | 0,3               | 0                 | 27                   |
| Нігерія                       | 2907,6            | 2,1               | 25                   |
| ПАР                           | 4                 | 0                 | 5                    |
| Судан                         | 35,9              | 0                 | 78                   |
| Туніс                         | 45,1              | 0                 | 12                   |
| Америка                       | 21165,8           | 15,4              | 24                   |
| Аргентина                     | 359,1             | 0,3               | 9                    |
| Барбадос                      | 0,3               | 0                 | 8                    |
| Беліз                         | 0,3r              | 0                 | 3                    |
| Болівія                       | 19,4              | 0                 | 13                   |
| Бразилія                      | 657,5             | 0,5               | 16                   |
| Венесуела                     | 9817,7            | 7,1               | 62                   |
| Гватемала                     | 27,4              | 0                 | 28                   |
| Еквадор                       | 388               | 0,3               | 20                   |
| Канада                        | 750               | 0,5               | 8                    |
| Колумбія                      | 356,2             | 0,3               | 11                   |
| Куба                          | 22,1              | 0                 | 12                   |
| Мексика                       | 5592,1            | 4,1               | 37                   |
| Перу                          | 110,7             | 0,1               | 21                   |
| Суринам                       | 10,1              | 0                 | 22                   |
| США                           | 2970,6            | 2,2               | 9                    |
| Тринідад і Тобаго             | 73,2              | 0,1               | 12                   |
| Чилі                          | 11                | 0                 | 25                   |
| Австралія і Океанія           | 377,3             | 0,3               | 11                   |
| Австралія                     | 315,1             | 0,2               | 11                   |
| Нова Зеландія                 | 21,2              | 0                 | 7                    |
| Папуа Нова Гвінея             | 41,1              | 0                 | 11                   |
| Разом                         | 137543,2          | 100               | 42                   |

rоцінка

Двадцять найбільших нафтодобувних компаній світу наведені в таблиці

Табл. Запаси нафти і газоконденсату, які розробляють найбільші нафтодобувні компанії світу
на межі XX–XXI ст. (млн т).
| Компанії                          | Запаси |
| Saudi Arabian Oil Co.             | 35479  |
| Iraq National Oil Co.             | 15411  |
| Kuwait Petroleum Corp.            | 12877  |
| Abu Dhabi National Oil Corp.      | 12630  |
| National Iranian Oil Co.          | 12288  |
| Petroleos de Venezuela            | 9818   |
| Petroleos Mexicanos               | 6551   |
| National Oil Corp. (Лівія)        | 4041   |
| China National Petroleum Co.      | 3288   |
| Nigerian National Petroleum Corp. | 2299   |
| «Лукойл»                          | 2222   |
| «ЮКОС»                            | 1680   |
| Royal Dutch Shell                 | 1326   |
| Sonatrach (Алжир)                 | 1260   |
| Petroleo Brasileiro               | 973    |
| Exxon Corp.                       | 846    |
| Sonangol                          | 741    |
| Petroleum Development Oman        | 724    |
| British Petroleum                 | 689    |
| Pertamina (Індонезія)             | 682    |

## Регіони і країни

Список країн-лідерів за запасами нафти (2014 р.)

Перська затока. Близько 62 % доведених світових запасів приурочено до нафтогазоносного басейну Перської затоки. Тут нафтогазові поклади зустрічаються по всьому розрізу осадового чохла, що досягає в центральній частині басейну потужності 14 км. Поклади в основному антиклінального типу. Вмісними є карбонатні і теригенно-карбонатні комплекси, материнськими породами — палеогенові і крейдяні глини, верхньоюрські глинисті вапняки, середньоюрські тріасові глини, девонські сланці і силурійсько-ордовикські ґраптолітові сланці. Характерною особливістю більшості родовищ НГБ є наявність декількох (часом більше 10) продуктивних горизонтів у межах однієї площі; подібна будова родовищ отримала назву «листовий пиріг». Умови Перської затоки вважаються унікальними завдяки поєднанню цілого ряду чинників, що сприяли утворенню гігантських скупчень вуглеводнів. Усього в басейні відкрито 588 нафтових і газонафтових родовищ, з них 81 (13,8 %) — на шельфі.
Південно-Східна Азія. Основні нафтові ресурси Південно-Східної Азії зосереджені в Сіамському і Саравакському НГБ. Обидва басейни характеризуються потужним (9–10 км) осадовим чохлом, нафтоносність приурочена до пісковиків кайнозойського віку.
У Сіамському басейні відкрито 42 нафтових і газонафтових родовища (всі шельфові), в Саравакському — 58, з них 51 морське.
У Китаї відкрито понад 350 нафтових і газонафтових родовищ. Понад 70 % доведених запасів знаходиться на півночі і північному сході країни. Морські родовища приурочені до затоки Бохай (Жовте море), гирла р. Чжуцзян і Тайваньської протоки. Нафтоносні відклади належать до континентальних (лагунних) фацій. Понад 40 % доведених запасів нафти як шельфів, так і прибережних територій, пов'язано з кайнозойськими відкладами, бл. 40 % — з крейдовими відкладами.
У США найбагатші доведеними запасами нафти і газоконденсату штати Техас (26 % запасів країни), Аляска (24 %), Каліфорнія (15,6 %). У шельфових родовищах зосереджено 14 % національних запасів нафти, понад 4/5 цих запасів приурочено до акваторій Мексиканської затоки.
Максимальні потужності осадового чохла тут перевищують 15 км, у тому числі кайнозойського — 12 км. Локальні структури різноманітні — від діапірових куполів до тектонічно порушених ізоклінальних складок; їх амплітуди змінюються від десятків метрів до декількох кілометрів. Під потужними соляними куполами виявлено понад 1200 родовищ нафти. Усього в НГБ відкрито понад 6800 нафтових родовищ на суші і більше 930 — в Мексиканській затоці.
У Пермському НГБ Західного Техасу з потужністю осадового чохла до 8 км продуктивні нижньокрейдові пісковики, верхньопермські пісковики і доломіт, палеозойські пісковики, вапняки і доломіт, докембрійська кора вивітрювання. Усього в НГБ відкрито понад 6 тисяч нафтових родовищ з початковими запасами бл. 6 млрд т. На Західному узбережжі США нафтоносні зони вузькі, витягнуті в субмеридіональному напрямку, міжгірські й передгірські басейни: Сонома-Орінда-Лівермор, Ґрейт-Валлі, Салінас-Куяма, Санта-Марія, Вентура-Санта-Барбара, Лос-Анджелес.
У Канаді основні запаси нафти і газоконденсату зосереджені в західних провінціях країни: Саскачеван, Альберта, Британська Колумбія (Західно-Канадський, Уїллістоунський НГБ і ін.). Загальна потужність осадового виконання досягає 5–6 км.
У Південній Америці основні ресурси вуглеводнів зосереджені в районі Маракайбо і Орінокському НГБ. Тут відкрито 19 нафтових і газонафтових родовищ, 16 з яких розташовані в акваторії оз. Маракайбо. Найбільшим в НГБ (і одним з найнайбільших у світі) є унікальне родовище «Болівар» з початковими запасами 4,38 млрд т. В межах родовища встановлена продуктивність 325 піщаних горизонтів.
Орінокський НГБ розташований на території Венесуели і в акваторії Карибського моря, він включає також острів Тринідад. Загальна потужність осадового виконання перевищує в центральній частині басейну 20 км, а обсяг виконання досягає 730 тис. км³. Усього в НГБ відкрито 267 нафтових і газонафтових родовищ. Сумарні початкові ресурси оцінені в 4,5 млрд т; бл. третини їх знаходиться в акваторіях. Вздовж південного кордону НГБ тягнеться т. зв. «пояс Оріноко», обмежений площею розвитку континентальних кайнозойських і крейдових пісковиків. Тут зустрічаються поклади важкої нафти, запечатані з поверхні асфальтом. Початкові ресурси природних бітумів «пояса Оріноко» перевищують 100 млрд т.
Основні нафтові ресурси Північної Африки пов'язані з Тунісько-Сицилійським, Алжиро-Лівійським і Сахаро-Східно-Середземноморським НГБ. Найбільший з них Алжиро-Лівійський НГБ; в ньому відкрито понад 100 нафтових і газонафтових родовищ. Потужність осадового чохла досягає 7,5 км. Продуктивні тріасові пісковики і нижньопалеозойські вапняки, доломіт, пісковики, кварцити. Поклади — антиклінального типу. Усього в НГБ відкрито 276 нафтових і нафтогазових родовищ, 4 з них — на шельфі Середземного моря.
У Західній Африці основні ресурси нафти пов'язані з Гвінейською затокою і Кванза-Камерунським НГБ, причому значна частина цих басейнів розташована на акваторіях Атлантичного океану: відповідно, 84,3 % і 92,3 % площі. У НГБ Ґвінейської затоки відкрито 186 нафтових і газонафтових родовищ на суші (включаючи водоймища в дельті Нігера) і 112 — в океані. Загальна потужність мезо-кайнозойського осадового чохла перевищує 12 км. Нафтоносність пов'язана переважно з пісковиками палеоген-неогенового і крейдового віку. Сумарні доведені запаси — бл. 3 млрд т. Потужність мезо-кайнозойського осадового виконання Кванза-Камерунського НГБ до 8 км. Доведена нафтогазоносність верхнього комплексу кайнозойсько-крейдового розрізу, де продуктивні пісковики, аргіліти, вапняки і доломіт.
Західна Європа має відносно невеликі ресурси нафти і газу. Велика частина їх зосереджена в Центрально-Європейському НГБ, а в межах цього басейну — в Північноморській западині. Усього в межах НГБ виявлено понад 180 нафтових, нафтогазових і нафтогазоконденсатних родовищ на суші і 265 — в акваторіях околичних морів. Початкові потенційні ресурси нафти — 6 млрд т. Загальна потужність осадового чохла НГБ досягає 14 км. Нафтогазоносні переважно відклади палеогенового, мезозойського і пермського віку. Континентальні родовища невеликі, основна частка запасів припадає на акваторії Північного моря. Найбільші північноморські родовища нафти приурочені до тектонічної структури Центрального ґрабена.
Росія володіє значним нафтовим потенціалом. Сумарні прогнозні ресурси країни оцінюються в 62,7 млрд т. Велика частина цих ресурсів зосереджена в східних і північних районах країни, а також на шельфах арктичних і далекосхідних морів. На початку XXI ст. з 2152 відкритих у Росії нафтових родовищ у розробку залучено менше половини, а запаси родовищ, що експлуатуються, вироблені в середньому на 45 %. Однак початковий потенціал ресурсів нафти Росії реалізований приблизно на третину, а в східних районах і на російському шельфі — не більш ніж на 10 %, так що можливе відкриття нових значних запасів рідких вуглеводнів, у тому числі в Західному Сибіру.
Одним з перспективних нафтогазодобувних регіонів планети є Середньоазіатсько-Каспійський регіон («Каспій»). При цьому західні, і передусім американські фахівці, кажучи про ресурси «Каспію», мають на увазі ресурси надр не тільки акваторій Каспійського моря, але і всіх прилеглих територій. Відносно цих ресурсів існують дві точки зору. Згідно з однією з них, надра прикаспійських країн мають у своєму розпорядженні величезні поклади нафти, початкові ресурси якої оцінюються приблизно в 30 млрд т., за іншою оцінкою — 10 млрд т нафти. Доведені запаси оцінюють в 4–6 млрд т.
На кінець XX ст. в Україні було відомо бл. 350 родовищ вуглеводнів (нафти, газу і конденсату) у трьох нафтогазоносних регіонах: Західному, Східному та Південному. Державним балансом запасів враховано 133 родовищ нафти, 151 родовищ газового конденсату та 289 родовищ природного газу (з них газових 79 родовищ; більшість з них комплексні: газоконденсатні — 98; нафтогазоконденсатні — 53 родовища; газонафтові і нафтогазові — 11 родовищ). На 48 родовищах підраховано запаси розчиненого газу. Початкові розвідані запаси нафти та газового конденсату категорії А+В +С1 на кінець XX ст. становили відповідно 433,9 млн т та 140,8 млн т . Враховуючи ступінь розвіданості початкових потенційних ресурсів нафти (бл. 33 %) і газового конденсату (бл. 37 %) і ступінь виробленості (відповідно бл. 22 % та 16 %), потенційні видобувні ресурси нафти, які залишалися в надрах на кінець XX ст., становили 1043 млн т, газового конденсату — 316 млн т. З них нерозвідані ресурси — 896 млн т нафти та 295 млн т конденсату. Балансові запаси горючих газів категорії А +В +С1 на кінець XX ст. становили 1136 млрд м3, позабалансові — бл. 10 млрд м3. Перспективні ресурси газу категорії С3 оцінюються в 712 млрд м3 (139 перспективних площ на 47 родовищах). Прогнозні ресурси категорій D1+D2 — 2816 млрд м3, в тому числі вільного газу — 2651,8 млрд м3.
За ін. даними (В. Бизов та ін., 2000 р.) на перспективній площі, яка становить бл. 40 % всієї, потенційні ресурси вуглеводнів оцінюються в 8643,7 млн т умовного палива. З них природний газ становить 79,8, нафта — 12,5, конденсат — 5,3 і розчинений в нафті газ — 2,4 %. У межах суші зосереджено 6264,8, а на акваторіях Чорного і Азовського морів — 2378,9 млн т умовного палива.
В районах шельфів Чорного і Азовського морів зосереджені понад 40 % запасів нафти і газу нашої держави. На континентальному шельфі Чорного моря відкрито сім газових і газоконденсатних родовищ: Архангельське, Голіцинське, Безіменне, Шмідта, Штормове, Одеське і Кримське і одне нафтове — Олімпійське.
На шельфі Азовського моря відкрито сім газових і газоконденсатних родовищ: Стрілкове, Морське, Північно-Керчинське, Північно-Казантипське, Північно-Булганакське, Східно-Казантипське і Південно-Казантипське.

## Збільшення ресурсної бази вуглеводнів
В Україні розроблена вітчизняна «ГЕОЛОГО-ГЕОФІЗИЧНА ТЕХНОЛОГІЯ ЗБІЛЬШЕННЯ РЕСУРСНОЇ БАЗИ ВУГЛЕВОДНІВ УКРАЇНИ ЗА РАХУНОК ЗНИЖЕННЯ РИЗИКІВ БУРІННЯ СУХИХ СВЕРДЛОВИН ПРИ ПОШУКОВО-РОЗВІДУВАЛЬНИХ ТА ВИДОБУВНИХ РОБОТАХ»
Вона передбачає:
- Створення геологічно-змістовних детальних високорозрішених 3D геолого-геофізичних моделей нафтогазоперспективних територій, площ та родовищ на основі власної технології спільної інверсій гравіметричних, сейсмічних та свердловинних даних,
- Проведення високоточних гравіметричних і магнітометричних досліджень із використанням сучасного високоточного цифрового обладнання та власних інноваційних технологій обробки та контролю якості виконаних робіт.

## Списування запасів
Списування запасів (з балансу підприємств, геологорозвідувальних організацій), — ння… (…), с. (франц. balance — терези, від геологія, франц. oeganisation — будова, стректура, колектив) — зняття з обліку балансових і видобувних запасів нафти, горючих газів і конденсату; видобутих з надр; переданих іншому нафтогазовидобувному підприємству; таких, які не відповідають заново встановленому коефіцієнту вилучення нафти; недоцільних для видобування внаслідок техніко-економічних причин; таких, які не підтвердилися в результаті проведення геологорозвідувальних і експлуатаційних робіт і ін.